# Calhoun County, Arkansas
Calhoun County är ett county i södra delen av delstaten Arkansas. År 2010 hade countyt 5 368 invånare. Den administrativa huvudorten (county seat) är Hampton och ligger ca 120 km söder om delstatens huvudstad Little Rock, cirka 60 km norr om gränsen till delstaten Louisiana. Countyt har fått sitt namn efter USA:s sjunde vicepresident John C. Calhoun.

## Geografi
Enligt United States Census Bureau har countyt en total area på 1 638 km². 1 627 km² av den arean är land och 11 km²  är vatten.

### Angränsande countyn
- Dallas County  - nord
- Cleveland County  - nordöst
- Bradley County  - öst
- Union County  - syd
- Ouachita County  - väst

### Större orter
- Hampton, med cirka 1 600 invånare